# Wild Beasts
Wild Beasts (в переводе с англ. — «Дикие животные») — британская рок-группа, образовавшаяся в 2002 году в Кендалле, Англия, и исполняющая эклектичный, лёгкий инди-рок/арт-рок с элементами кабаре, джаза, афро-поп-влияний, отмеченный изобретательностью аранжировок и характерным «театральным» фальцетом вокалиста Хейдена Торпа. Wild Beast, считающиеся частью британского движения post punk revival, выпустили четыре студийных альбома, второй из которых, Two Dancers, номинирован на Mercury Prize 2010.
26 сентября 2017 года участники группы анонсировали распад группы в твиттере.

## История группы
История Wild Beasts берёт начало в 2002 году, когда студенты Queen Katherine School Хейден Торп (англ. Hayden Thorpe, вокал, гитара, бас-гитара) и Бен Литтл (англ. Ben Little, гитара, клавишные) образовали дуэт Fauve. В январе к ним присоединился барабанщик Крис Тэлбот (англ. Chris Talbot), и трио переименовалось в Wild Beasts (таким образом осуществив перевод французского названия на английский). В июне 2004 года они записали мини-альбом Wild Beast.
В сентябре 2005 года группа переехала в Лидс и приняла в состав басиста Тома Флеминга (англ. Tom Fleming). С ним группа записала еще две демо: Esprit De Corps и All Men. В августе 2006 года Wild Beasts подписали контракт с Bad Sneakers Records. Затем записали три трека в ходе сессии у Марка Райли (Brain Surgery, BBC Radio 6 Music), где исполнили три песни.
20 ноября 2006 года вышел сингл «Brave Bulging Buoyant Clairvoyants», привлёкший внимание рецензентов центральной прессы. В феврале 2007 года Wild Beasts подписали контракт с Domino Records, свой второй сингл, «Through Dark Night», выпустив всё же на Bad Sneakers. В мае еженедельник New Musical Express упомянул Wild Beasts в десятке новых групп, на успех которых специалисты делают ставку (англ. tipped for the top).
Дебютный альбом Limbo, Panto, вышедший в июне 2008 года, получил высокие оценки критиков, признавших его «экзотическим, волнующим, увлекательным», но отметивших также некоторую натужность чрезмерно диковинных аранжировок. Первым синглом из него стал «The Devil’s Crayon». Второй альбом Two Dancers (2009) имел ещё больший успех; в Sunday Times он был объявлен «альбомом недели» и назван «одним из неоспоримых шедевров 2009 года». В июле 2010 года альбом был номинирован на Mercury Prize.
Третий студийный альбом группы, названный Smother, вышел 9 мая 2011 года.
Четвёртый альбом вышел 24 февраля 2014 и получил название Present Tense.
26 сентября 2017 года участники группы анонсировали распад группы в твиттере, а также "прощальные" концерты.

## Дискография

### Студийные альбомы
- Limbo, Panto (Domino Records, 2008)
- Two Dancers (Domino Records, 2009)
- Smother (Domino Records, 2011)
- Present Tense (Domino Records, 2014)
- Boy King (Domino Records, 2016)

### EPs
- Wild Beasts (2004)
- Esprit De Corps (2005)
- All Men (2005)
- Reach a Bit Further (2011)
- Punk Drunk & Trembling (2017)[14]

### Синглы
- «Brave Bulging Buoyant Clairvoyants»/«The Old Dog» (Bad Sneakers Records, 2006)
- «Through Dark Night»/«Please Sir» (Bad Sneakers Records, 2007)
- «Assembly»/«Sylvia, A Melodrama» (Domino Records, 2007)
- «The Devil’s Crayon»/«Treacle Tin» (Domino Records, 2008)
- «Brave Bulging Buoyant Clairvoyants»/«Mummy’s Boy» (Domino Records, 2008)
- «Hooting & Howling»/«Through the Iron Gate» (Domino Records, 2009)
- «All The King’s Men» (Domino Records, 2009)
- «We Still Got The Taste Dancin’ On Our Tongues» (Domino Records, 2010)
- «Albatross» (Domino Records, 2011)
- «Bed Of Nails» (Domino Records, 2011)
- «Reach A Bit Further» (Domino Records, 2011)